# ايمانويل منساه
ايمانويل منساه (بالإنجليزية: Emmanuel Mensah)‏ (30 يونيو 1994 بأكرا في غانا - ) هو لاعب كرة قدم غاني في مركز الهجوم في نادي الحوراء السعودي. لعب مع نادي بودابست هونفيد وFK Frýdek-Místek ‏ وMFK Zemplín Michalovce ‏ وFK Bodva Moldava nad Bodvou ‏ و نادي السد السعودي ونادي الحوراء.

## وصلات خارجية
- ايمانويل منساه على موقع قاعدة بيانات كرة القدم.إي يو (الإنجليزية)
- ايمانويل منساه على موقع Soccerway.com (الإنجليزية)
- ايمانويل منساه على موقع عالم كرة القدم.نت (الإنجليزية)